# 吉田裕美
吉田 裕美（よしだ ひろみ、旧姓：高沢）は、日本の気象予報士・気象キャスター、気象キャスターネットワーク所属の会員である。また、2児の母でもある。

## 来歴
出身は岩手県である。岩手県立盛岡第一高等学校、東北大学経済学部を卒業した。大学4年生の時に気象予報士試験を受けて合格した。
2005年4月に仙台放送へ入社、約4年間気象キャスターとして勤務し「仙台放送スーパーニュース」などを担当した。2009年10月に結婚を機に仙台放送を退職した。
地元へ戻り2010年4月より、仙台放送と同じフジテレビ系列の放送局・岩手めんこいテレビの気象キャスターとして「mitみんなのニュース」を経て、後継の「mitプライムニュース」→「mit Live News」にも出演する。